# Nowice (województwo zachodniopomorskie)
Nowice (niem. Neuwitz) – wieś w Polsce położona w województwie zachodniopomorskim, w powiecie pyrzyckim, w gminie Lipiany.
Wieś Neuwitz powstała w XIX wieku jako przysiółek oddalonych o trzy kilometry Pstrowic (niem. Pitzerwitz) i wchodziła w skład ówczesnego powiatu myśliborskiego (niem. Landkreis Soldin, Kreis Soldin), będącego częścią Prowincji Brandenburskiej (niem. Provinz Brandenburg). Po drugiej wojnie światowej, w wyniku decyzji mocarstw (konferencja jałtańska), Pomorze Zachodnie przypadło w udziale Polsce. Miejsce niemieckich mieszkańców, uciekających przed ofensywą Armii Czerwonej i wypędzonych w głąb Niemiec, w kolejnych latach zajęli Polacy, przybywający ze zniszczonego wojną, tworzącego się państwa polskiego. Byli oni zachęcani przez komunistyczne władze obietnicami otrzymania pozostawionych przez Niemców ziem, domostw i gospodarstw rolnych.
2 września 1945 r. do Neuwitz przybyła grupa osadników z miejscowości Skotniki w ówczesnym powiecie koneckim (obecnie powiat piotrkowski). Nadali oni zasiedlonej wsi nazwę Nowe Skotniki na cześć miejscowości, z której przybyli. Nazwa ta, podobnie jak inne przejściowe nazwy Zemgowo i Zagórne, nie utrwaliła się. Decyzją Komisji Ustalania Nazw Miejscowości, która pracowała na tzw. Ziemiach Odzyskanych w latach 1945-1948, wieś otrzymała nazwę Nowice. Zasiedlenie wsi przez polskich osadników upamiętnia tablica umocowana na głazie "księdze" (foto).
W latach 1975–1998 miejscowość położona była w województwie szczecińskim, w gminie Pyrzyce. Po reformie administracyjnej od 1 stycznia 1999 r. Nowice znalazły się w województwie zachodniopomorskim.